# جایزه دکتر فتح‌الله مجتبایی
جایزهٔ دکتر فتح‌الله مجتبایی، جایزه‌ای است که به برترین پایان‌نامهٔ دکتری در رشته‌های زبان و ادبیات فارسی، ادیان و عرفان اهدا می‌شود. این جایزه با هدف ارزیابی کیفی رساله‌های دانشجویان مقطع دکتری، شناسایی آسیب‌ها در این حوزه، کمک به رفع آن‌ها و ایجاد بستری مناسب برای ارتقای سطح کیفی رساله‌ها تدارک دیده شده‌است. اولین دوره اعطای این جایزهٔ ارزشمند در آذرماه سال ۱۳۹۰ برگزار شد. پایان‌نامه برگزیده پس از بررسی هیئت داوران، متشکل از برجسته‌ترین استادان رشته‌های ادیان و عرفان و زبان و ادبیات فارسی، برای دریافت جایزه معرفی و علاوه بر دریافت لوح تقدیر و جایزه نقدی، امکان نشر آن در انتشارات هرمس فراهم می‌شود. مراسم اهدای این جایزه دی ماه هر سال در مرکز فرهنگی شهر کتاب تهران به همت علی‌اصغر محمدخانی، معاون فرهنگی مؤسسهٔ شهر کتاب، برگزار می‌شود. فتح‌الله مجتبایی (متولد ۱۳۰۶ در تهران)، نویسنده و مترجم ایرانی و عضو پیوسته فرهنگستان زبان و ادب فارسی است.

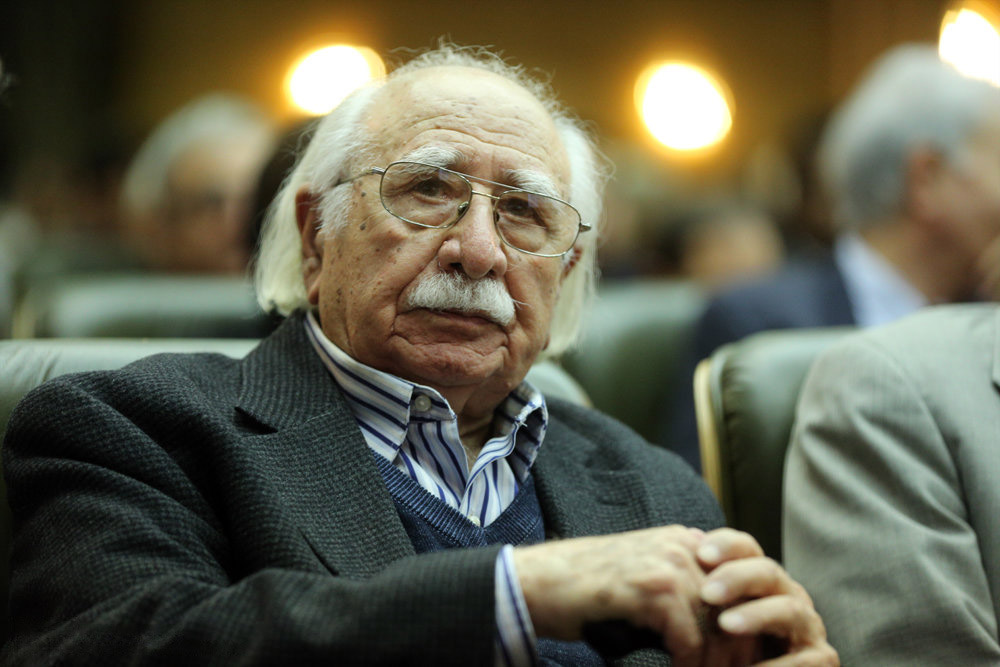
Fathollah Mojtabaei

## برگزیدگان جایزه در ادوار مختلف

### دورهٔ نخست (۱۳۹۰)
هیئت داوران: فتح‌الله مجتبایی، ضیاء موحد، حسین معصومی همدانی، علی‌اصغر محمدخانی.
- رسالهٔ برتر: «تحلیل روایت شناسانهٔ داستان‌های مثنوی» نوشتهٔ سمیرا بامشکی از دانشجوی دانشگاه فردوسی مشهد به راهنمایی دکتر تقی پورنامداریان و دکتر محمدجعفر یاحقی.[۲] و[۳]

### دورهٔ دوم (۱۳۹۱)
هیئت داوران: فتح‌الله مجتبایی، ضیاء موحد، حسین معصومی همدانی، غلام‌رضا خاکی و محمد دهقانی.
- رساله‌های برتر دورهٔ دوم: «جنبه‌های اجتماعی رهبانیت و مقایسهٔ آن با آداب اجتماعی خانقاه و تصوف» نوشتهٔ محمدرضا عدلی و «نقد و بررسی جنبه‌های سورئالیستی در حکایات منثور تا قرن هشتم هجری» نوشتهٔ علیرضا اسدی.[۴]

### دورهٔ سوم (۱۳۹۲)
هیئت داوران: فتح‌الله مجتبایی، ضیاء موحد، حسین معصومی همدانی، شهرام پازوکی و علی‌اصغر محمدخانی.
رساله‌های برگزیده: «تصحیح ربع عبادات کتاب کیمیای سعادت» از سلمان ساکت و ترجمه و تحلیل «''بهشت گمشده''» اثر جان میلتون از ارسطو می‌رانی.

### دورهٔ چهارم (۱۳۹۳)
هیئت داوران: فتح‌الله مجتبایی، ضیاء موحد، حسین معصومی همدانی، شهرام پازوکی، محمد دهقانی و علی‌اصغر محمدخانی.
- رسالهٔ برتر دورهٔ چهارم: «بلاغت ساختارهای نحوی در تاریخ بیهقی» نوشتهٔ دکتر سیده لیلا سیدقاسم.
- رساله‌های تشویقی دورهٔ چهارم: «احوال، آثار و آرای عرفانی سعدالدین حمویی» نوشتهٔ دکتر عالیه نوری و «مطالعهٔ سبک‌شناختی گفتارنوشت‌های نثر عرفانی» نوشتهٔ دکتر داوود پورمظفری.

در این دوره به برگزیده مبلغ بیست میلیون ریال و به نویسندگان پایان‌نامه‌های تشویقی مبلغ ده میلیون ریال اهدا شد.

### دورهٔ پنجم (۱۳۹۴)
هیئت داوران: فتح‌الله مجتبایی، ضیاء موحد، حسین معصومی همدانی، شهرام پازوکی و علی‌اصغر محمدخانی.
- رساله‌های برتر دورهٔ پنجم: «سنت تصحیح متن در ایران پس از اسلام» نوشتهٔ مجتبی مجرد از دانشگاه فردوسی مشهد و «نسب‌نامه و طریقهٔ عرفانی شیخ اشراق» نوشتهٔ زهرا زارع از دانشگاه آزاد اسلامی واحد علوم و تحقیقات.
- رساله‌های تشویقی دورهٔ پنجم: «سنت شعر فارسی و غزل‌های ادرین ریچ: بررسی ابهام در جستجوی زبانی مشترک» نوشتهٔ ندا علیزاده کاشانی از دانشگاه مچراتای ایتالیا و «مأثورات امام علی(علی) در مفاهیم عرفانی تا سدهٔ پنجم» نوشتهٔ زهرا ابراهیمی از دانشگاه آزاد اسلامی واحد علوم و تحقیقات.

به پایان‌نامه‌های برگزیده سه سکهٔ تمام بهار آزادی و لوح یادبود و به پایان‌نامه‌های تشویقی یک سکهٔ تمام بهار آزادی و لوح یادبود تعلق گرفت. و

### دورهٔ ششم (۱۳۹۵)
هیئت داوران: فتح‌الله مجتبایی، ضیاء موحد، حسین معصومی همدانی، شهرام پازوکی و علی‌اصغر محمدخانی.
- رساله‌های برتر دورهٔ ششم: «بررسی و تحلیل ساختار و درون‌مایهٔ اولیانامه‌های فارسی از آغاز تا قرن نهم هجری» نوشتهٔ محمد ابراهیم‌پور نمین از دانشگاه تبریز و «سنجش منابع تاریخی شاهنامه دربارهٔ پادشاهی خسرو انوشیروان» نوشتهٔ فرزین غفوری از دانشگاه تهران.
- رسالهٔ تشویقی دورهٔ ششم: «تصحیح سه رساله در شکار» نوشتهٔ امین مجلّی‌زاده از دانشگاه آزاد اسلامی واحد نجف‌آباد.

به برگزیدگان این دوره سه سکهٔ بهار آزادی، لوح تقدیر و به رسالهٔ تشویقی یک سکهٔ بهار آزادی تعلق گرفت.

### دورهٔ هفتم (۱۳۹۶)
هیئت داوران: فتح‌الله مجتبایی، ضیاء موحد، حسین معصومی همدانی، شهرام پازوکی و علی‌اصغر محمدخانی.
- رساله‌های برتر دورهٔ هفتم: «نقش تقابل‌ها در ساختار، بلاغت و زیبایی‌شناسی مثنوی (با تکیه بر دفتر اول و دوم)» نوشتهٔ لاله معرفت به راهنمایی تقی پورنامداریان از دانشگاه خوارزمی و «بررسی ساختار اسطوره‌ای حماسه‌های پهلوانان خاندان سام» نوشتهٔ لیلا حق‌پرست به راهنمایی محمدجعفر یاحقی از دانشگاه فردوسی مشهد.
- رسالهٔ تشویقی دورهٔ هفتم: «ریشه‌یابی اقوال صوفیه در نوبت ثالثهٔ کشف‌الاسرار میبدی» نوشتهٔ بهدخت نژادحقیقی به راهنمایی مریم مشرّف از دانشگاه شهیدبهشتی.

به برگزیدگان این دوره لوح تقدیر، نشان جایزه، سه سکهٔ بهار آزادی و به رسالهٔ تشویقی لوح تقدیر، نشان جایزه و یک سکهٔ بهار آزادی تعلق گرفت.

### دورهٔ هشتم (۱۳۹۷)
هیئت داوران: فتح‌الله مجتبایی، ضیاء موحد، حسین معصومی همدانی، شهرام پازوکی، محمود فتوحی رودمعجنی، نسرین فقیه‌ملک‌مرزبان، محمدرضا عدلی و علی‌اصغر محمدخانی.
- رسالهٔ برتر دورهٔ هشتم: «تصحیح انتقادی متن تمهیدات عین‌القضات همدانی بر اساس نسخه‌های معتبر» نوشتهٔ مینا حفیظی از پژوهشگاه علوم انسانی و مطالعات فرهنگی به راهنمایی دکتر تقی پورنامداریان و دکتر محمدرضا نصیری.
- رسالهٔ تشویقی دورهٔ هشتم: «بررسی لغات و اصطلاحات دیوانی در متون آموزش استیفای دورهٔ مغول و تیموری» نوشتهٔ نفیسه ایرانی.[۱۱]

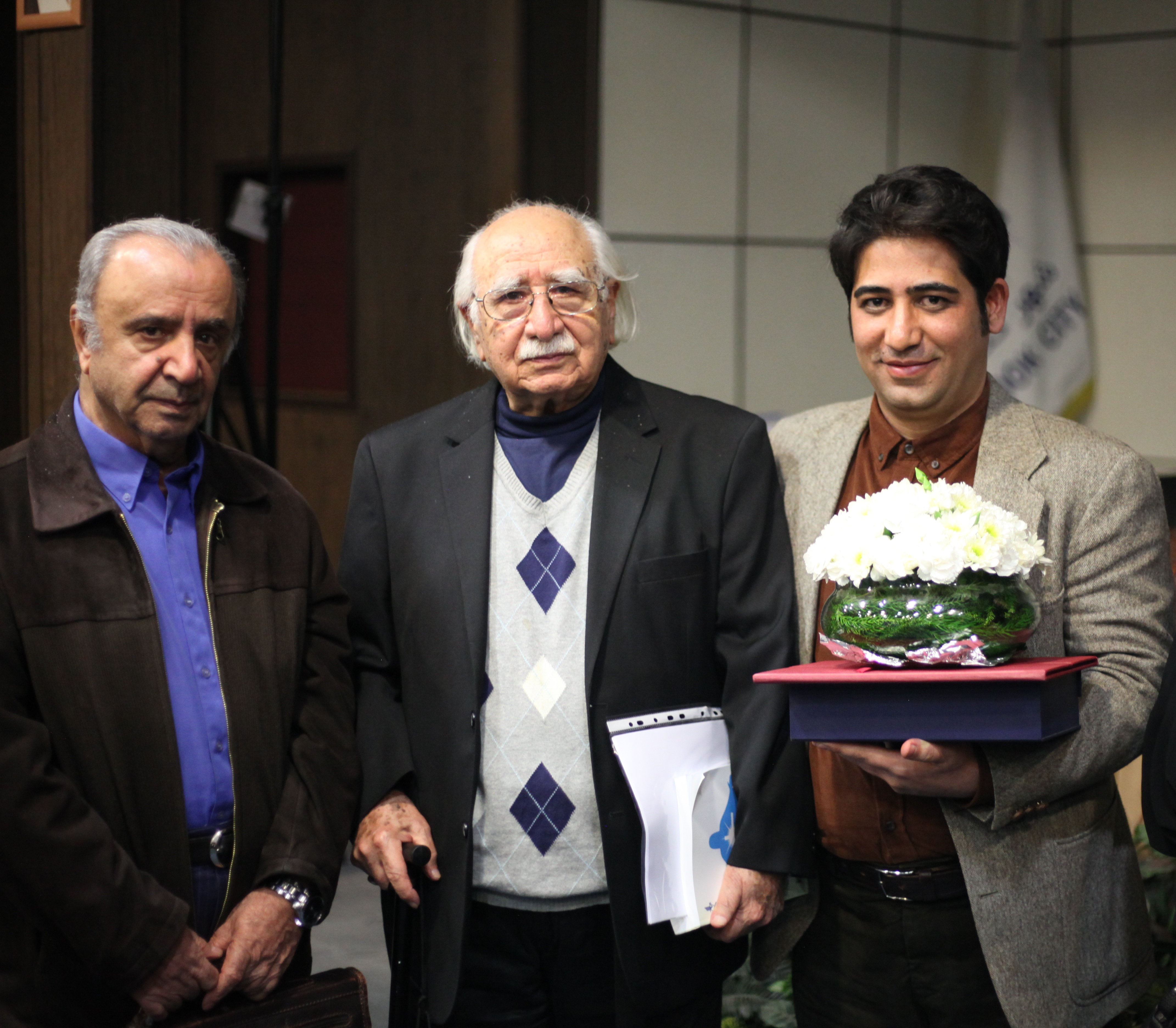
تقی پورنامداریان، فتح‌الله مجتبایی و سعید پورعظیمی در مراسم نهمین دورۀ جایزۀ استاد مجتبایی

### دورهٔ نهم (۱۳۹۸)
هیئت داوران: فتح‌الله مجتبایی، ضیاء موحد، حسین معصومی همدانی، شهرام پازوکی، محمود فتوحی رودمعجنی، مسعود جعفری و محمدرضا عدلی.
- رسالهٔ برتر رشتهٔ زبان و ادبیات فارسی در دورهٔ نهم: «تصحیح دیوان عارف قزوینی و تحقیق در احوال وی» نوشتهٔ سعید پورعظیمی از دانشگاه خوارزمی به راهنمایی دکتر تقی پورنامداریان و دکتر مسعود جعفری.
- رسالهٔ برتر حوزهٔ ادیان و عرفان در دورهٔ نهم: «مسیح‌شناسی در سنت مسیحی و اسلامی با تأکید بر آراء بولتمان و مولانا جلال‌الدین بلخی» نوشتهٔ محمد صبائی از دانشگاه آزاد اسلامی واحد علوم و تحقیقات به راهنمایی دکتر فاطمه لاجوردی.
- رساله‌های تشویقی دورهٔ نهم: «زیبایی‌شناسی تکرار در غزل سعدی» نوشتهٔ زیبا اشراقی و «تحقیق در کانون ادبی هرات با تکیه بر تصحیح انتقادی لطایف‌نامهٔ فخری هروی» نوشتهٔ هادی بیدکی و «تصویرگری خاقانی در قصائد، تأثیرات و تأثرات»، نوشتهٔ سیدمحسن حسینی.

در این دوره به برگزیده مبلغ صد میلیون ریال و به نویسندگان پایان‌نامه‌های تشویقی مبلغ بیست میلیون ریال اهدا شد. و و